# Otuška
Otuška, także Otuška Creek – strumień na terenie Słowenii, uchodzący do Idrijcy. Uchodzi do niego strumień Peklenjska grapa oraz kilka bezimiennych cieków.